# 6132 Денієлсон
6132 Денієлсон (6132 Danielson) — астероїд головного поясу, відкритий 22 серпня 1990 року.
Тіссеранів параметр щодо Юпітера — 3,467.